# Augochloropsis cognata
Augochloropsis cognata là một loài Hymenoptera trong họ Halictidae. Loài này được Moure mô tả khoa học năm 1944.